# Hemiarius
Hemiarius es un género de peces actinopeterigios de agua dulce y marino, distribuidos por ríos y costas del sureste de Asia, Australia y Oceania.

## Especies
Existen cuatro especies reconocidas en este género:
- Hemiarius dioctes (Kailola, 2000)
- Hemiarius harmandi Sauvage, 1880
- Hemiarius stormii (Bleeker, 1858)
- Hemiarius verrucosus (Ng, 2003)